# 穆恰峰
46°27′57.2″N 9°08′14.8″E / 46.465889°N 9.137444°E

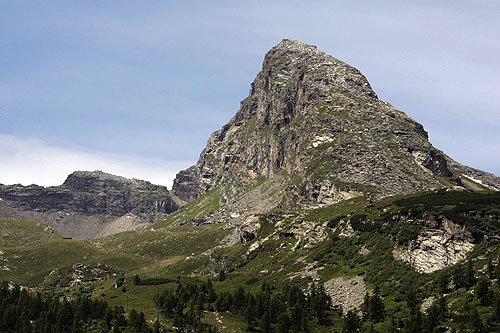

穆恰峰（Piz de Mucia），是瑞士的山峰，位於該國東南部，由格勞賓登州負責管轄，屬於勒蓬廷阿爾卑斯山脈的一部分，海拔高度2,967米，每年平均降雨量1,851毫米。

## 外部連結
- Piz de Mucia on Hikr （页面存档备份，存于）